# Hexing, Chongqing
Hexing (kinesiska: 合兴) är ett stadsdelsdistrikt i sydvästra Kina. Det ligger i stadsdistriktet Liangping i storstadsområdet Chongqing, omkring 180 kilometer nordost om det centrala stadsdistriktet Yuzhong. Antalet invånare är 17 098. Befolkningen består av 8 450 kvinnor och 8 648 män. Barn under 15 år utgör 20,0 %, vuxna 15-64 år 66 %, och äldre över 65 år 13,0 %.